# 나의 해피엔드
《나의 해피엔드》는 2023년 12월 30일부터 2024년 2월 25일까지 방송되었던 TV조선 토일 드라마였다.

## 프로그램 소개
불우한 어린 시절을 보낸 여주인공이 성공에 취해 인생을 내달린 후 욕망과 집착에서 벗어나려 하는 이야기를 그린 드라마

## 제작진

### 제작사
- 스토리바인픽처스
- 하이그라운드
- 아이엔컬처앤콘텐츠

### 제작
- 정찬희
- 김성민
- 김재헌

### 극본
- 백선희 : 2020년 방송콘텐츠진흥재단 드라마 극본 공모전 '제12회 사막의 별똥별 찾기' 대상 당선.

### 연출
- 조수원 : MBC 주말 드라마 《사랑해 당신을》(공동 연출), MBC 아침 드라마 《느낌이 좋아》(공동 연출), SBS 주간 드라마 《메디컬 센터》(책임 PD), MBC 주간 드라마 《우리집》(공동 연출), SBS 수목 드라마 《피아노》(공동 연출), SBS 주말 특별 기획 드라마 《라이벌》(공동 연출), SBS 수목 드라마 《별을 쏘다》(공동 연출), SBS 수목 드라마 《술의 나라》(책임 PD), SBS 주말 특별 기획 드라마 《폭풍 속으로》(책임 PD), SBS 월화 드라마 《러브스토리 인 하버드》(책임 PD), MBC 월화 드라마 《원더풀 라이프》(공동 연출), KBS 2TV 일일 드라마 《결혼합시다》(공동 연출), SBS 수목 드라마 《천국의 나무》(책임 PD), tvN 《하이에나》(연출), SBS 수목 드라마 《태양을 삼켜라》(공동 연출), SBS 주말 특별 기획 드라마 《청담동 앨리스》(공동 연출), SBS 수목 드라마 《너의 목소리가 들려》(연출), tvN 금토 드라마 《갑동이》(연출), SBS 수목 드라마 《피노키오》(공동 연출), SBS 주말 특별 기획 드라마 《너를 사랑한 시간》(연출), SBS 주말 특별 기획 드라마 《고호의 별이 빛나는 밤에》(공동 연출), SBS 월화 드라마 《서른이지만 열일곱입니다》(연출), SBS 금토 드라마 《의사요한》(공동 연출), SBS 금토 드라마 《오늘의 웹툰》(공동 연출) 연출
- 김상훈

## 등장 인물
- (†) 표시는 드라마 상에서 최종적으로 사망한 인물이다.

### 주요 인물
- 장나라 : 서재원 (43세 / 여) 역 - 매년 수천억의 매출을 올리는 생활가구 브랜드 <드레브> 대표

모두가 인정하는 자수성가 CEO이자 백만 팔로워를 홀린 인플루언서, 순영의 아내. 윤진의 미대 동기.
- 손호준 : 허순영 (45세 / 남) 역 (†, 1회~9회) - 재원의 남편, 프리랜서 디자이너이자 산업디자인과 교수.

인정 많고 소탈하며, 웬만해선 화내는 법도 없다. 덥수룩한 머리스타일과 두꺼운 안경... 말도 패션도 화려함과는 거리가 멀다. 아린의 아버지.
- 소이현 : 권윤진 (43세 / 여) 역 - 미대 조교수, 재원의 미대 동기.
- 이기택 : 윤테오 (35세 / 남) 역 - <드레브> 디자인 총괄 팀장, 영어 이름 테오 헤리스.
- 김홍파 : 서창석 (70대 초반 / 남) 역 - 재원의 계부, 순영의 장인. 아린의 외할아버지.
- 박호산 : 남태주 (40대 후반 / 남) 역 - 전 강력계 형사, 현 보험조사관.
- 김명수 : 권영익 (60대 후반 / 남) 역 - 윤진의 아버지, 미술계의 거물이자, 예술장학재단의 이사장.

### 주변 인물
- 최소율 : 허아린 역
- 임선우 : 조수경 역

### 기타 인물
- 오현중 : 백승규 역
- 강지은 : 정미향 역
- 미상 : 이혼 변호사 역
- 미상 : 법학과 교수 역
- 미상 : 서재원 어머니 역(†)
- 김수진 : 오수진 경위 역, 서울용신경찰서 강력팀 형사
- 정진우 : 이 형사 역, 서울용신경찰서 강력팀 형사
- 허형규 : 김상범 역
- 미상 : 정치계 거물 역
- 미상 : 권영익의 비서 역
- 황윤제 : 윤제 역 - 권윤진의 하수인
- 미상 : 의사 역
- 미상 : 변호사 역
- 미상 : 검사 역

### 특별 출연
- 나상도 : 경비원 역 (3회)
- 안성훈 : 승규의 친구 역 (6회)
- 송민준 (13회)

## 시청률
최저 시청률과 최고 시청률은 시청률 조사회사와 지역별로 시청률에 차이가 있을 수 있습니다.
| 2023년 | 2023년    | 2023년         | 2023년       |
| 회차   | 방송일    | AGB 시청률     | AGB 시청률   |
| 회차   | 방송일    | 대한민국(전국) | 수도권(서울) |
| ------ | --------- | -------------- | ------------ |
| 제1회  | 12월 30일 | 2.0%           | -            |
| 제1회  | 12월 30일 | 2.604%         | -            |
| 제2회  | 12월 31일 | 1.9%           | -            |
| 제2회  | 12월 31일 | 2.330%         | -            |
| 2024년 |           |                |              |
| 제3회  | 1월 6일   | 2.0%           | -            |
| 제3회  | 1월 6일   | 2.534%         | -            |
| 제4회  | 1월 7일   | 2.113%         | -            |
| 제4회  | 1월 7일   | 2.283%         | 2.365%       |
| 제5회  | 1월 13일  | 2.34%          | -            |
| 제5회  | 1월 13일  | 2.485%         | -            |
| 제6회  | 1월 14일  | 2.542%         | -            |
| 제6회  | 1월 14일  | 2.621%         | 2.664%       |
| 제7회  | 1월 20일  | 2.595%         | 2.638%       |
| 제7회  | 1월 20일  | 2.5%           | -            |
| 제8회  | 1월 21일  | 2.670%         | -            |
| 제8회  | 1월 21일  | 2.965%         | 2.619%       |
| 제9회  | 1월 27일  | 2.886%         | 2.837%       |
| 제9회  | 1월 27일  | 2.669%         | 2.506%       |
| 제10회 | 1월 28일  | 2.584%         | 2.374%       |
| 제10회 | 1월 28일  | 2.684%         | 2.716%       |
| 제11회 | 2월 3일   | 2.819%         | -            |
| 제11회 | 2월 3일   | 2.923%         | -            |
| 제12회 | 2월 4일   | 2.715%         | 2.429%       |
| 제12회 | 2월 4일   | 2.485%         | -            |
| 제13회 | 2월 17일  | 2.331%         | -            |
| 제13회 | 2월 17일  | 1.82%          | -            |
| 제14회 | 2월 18일  | 2.559%         | -            |
| 제14회 | 2월 18일  | 2.758%         | 2.196%       |
| 제15회 | 2월 24일  | 2.12%          | -            |
| 제15회 | 2월 24일  | 2.408%         | -            |
| 제16회 | 2월 25일  | 2.868%         | 2.316%       |
| 제16회 | 2월 25일  | 2.937%         | 2.417%       |

## 편성 변경
- 2024년 1월 6일 : 대한민국 축구 국가대표 친선경기 <대한민국 : 이라크> 경기로 인한 밤 8시 30분 편성.

## 결방 사유
- 2024년 2월 10일~2월 11일 : 설연휴 특집으로 인한 결방.

## 같이 보기
- 대한민국의 텔레비전 드라마 목록 (ㄴ)
- 2023년 대한민국의 텔레비전 드라마 목록